# DO MY BEST II
『DO MY BEST II』（ドゥ マイ ベスト ツー）は岡村孝子の通算2枚目のオールタイム・ベスト。2016年9月7日発売。発売はヤマハミュージックコミュニケーションズ。
CD2枚にDVD1枚が付属した初回限定盤の規格品番はYCCW-10278-9/B、通常盤の規格品番はYCCW-10280/1。

## 解説
CD帯：夢をあきらめないで頑張るあなたへ贈るソロデビュー30周年記念オールタイム・ベストアルバム
1985年にスタジオ・アルバム『夢の樹』（1985年10月19日発売：32FD-1021）とシングル・レコード「風は海から」（1985年10月19日発売：07FA-1054）で歌手デビュー後、30周年を迎えて発売された記念ベスト・アルバム。
収録曲はソロ・デビュー前のあみん時の歌唱楽曲も含まれている。
CD2枚の通常盤、同内容のCD2枚とミュージック・ビデオやアルバム、映像作品のトレーラー映像を収めたDVDが付属した初回限定盤の2形態で発売された。ジャケット写真は同一である。
CD2枚とDVD1枚の内訳は下記のとおり。
- ディスク1は、あみん年代の1982年・1983年に発売された楽曲とソロ移行後の1986年から2006年の楽曲が収録された（1985年発表の楽曲は未収録）。
- ディスク2は、2006年から2016年の楽曲が収録された。「暁の空」は発表当時（2006年）にイメージしていたヴォーカルに今なら近づけるのではないかと本アルバムで再レコーディングされている[4]。ほか新曲として、本アルバム初収録となる新曲「Hello」が収録された。客演に辛島美登里と平松愛理（50音順）を招いている。岡村孝子のソロ・バージョンは『fierte』（2019年5月22日発売：YCCW-10363）にオリジナル・バージョンと付与のうえ収録されている。
- ディスク3は、初商品化映像も含めたミュージック・ビデオやトレーラーが収録された。

ライブ時のショットやオフショット・2ページにわたる本人コメントを収めたフォトブックと、歌詞とソロ・デビュー以降に発売された公認アルバムのライナーノーツを収めたブックレットの2冊が封入された。

## 収録曲
全作詞・作曲: 岡村孝子
編曲: 萩田光雄（Disc 1 M-1・2・5・9〜13、Disc 2 M-1〜6・8〜14）、田代修二（Disc 1 M-3・4・6〜8、Disc 2 M-6）、海老原真二（Disc 1 M-14、Disc 2 M-6・7）

### Disc 1
1. 未知標（4分38秒）[5]
2. あの日の風景（4分17秒）
3. 微風（5分10秒）
4. 美辞麗句（5分25秒）
5. 今日も眠れない（4分20秒）
6. リベルテ（5分16秒）
7. 秋の日の夕暮れ（4分39秒）
8. Believe（5分02秒）
9. ジュ・テーム（4分54秒）
10. 明日の風（5分25秒）
11. 心のユートピア（4分54秒）
12. Heaven knows（4分52秒）
13. 祈り（5分19秒）
14. 四つ葉のクローバー（5分03秒）

### Disc 2
1. 銀色の少女（5分18秒）
2. forever（5分10秒）
3. IDENTITY（5分40秒）
4. 春色のメロディー（四季の祈り /「春」編Remix）（5分04秒）
5. 星空はいつも（四季の祈り /「秋」編Remix）（4分24秒）
6. 夢をあきらめないで2011（5分09秒）
7. 勇気 〜courage〜（5分54秒）
8. ずっと（4分31秒）
9. あなたにめぐりあう旅（5分26秒）
10. NO RAIN,NO RAINBOW（4分35秒）
11. ありがとう（4分44秒）
12. 大切な人（5分04秒）
13. 暁の空（DO MY BEST II ver.）（5分41秒）
14. Hello（5分09秒）

### DVD-Video
1. 見送るわ（Music Video〜Noelより）（5分13秒）
2. 今日も眠れない（Music Video〜Noelより）（4分31秒）
3. 明日の幸せ（Music Video Short ver.）（1分54秒）
4. Time and again（Music Video）（5分29秒）
5. BRAND-NEW（Album Trailer）（19分53秒）
6. 勇気（Album Trailer）（12分40秒）
7. NO RAIN,NO RAINBOW（Music Video）（4分32秒）
8. 大切な人（Music Video）（5分00秒）
9. After Tone VI（Album Trailer〜DO MY BEST II ver.）（7分13秒）
10. ENCORE VIII（Blu-ray Trailer）（4分11秒）
11. Hello（Music Video）（5分09秒）